# Whitwell (North Yorkshire)
Whitwell is een civil parish in het bestuurlijke gebied Hambleton, in het Engelse graafschap North Yorkshire.